# Étienne Léopold Trouvelot
Étienne Léopold Trouvelot (Aisne, 26 dicembre 1827 – Meudon, 22 aprile 1895) è stato un artista e astronomo francese, appassionato anche di entomologia.
È noto per aver accidentalmente introdotto nel Nord America la farfalla diurna Lymantria dispar.
Nato ad Aisne, in Francia, Trouvelot fu impegnato durante la sua gioventù nella politica, tra le file dei repubblicani. In seguito al colpo di stato, nel 1852, di Luigi Napoleone Bonaparte, si trasferì con la famiglia negli Stati Uniti, dove si stabilì nella cittadina di Medfoord (Massachusetts), nei sobborghi di Boston. Qui intraprese l'attività di artista per poter mantenere sé stesso e la sua famiglia.
Trouvelot coltivava anche un certo interesse per l'entomologia. Poiché negli USA i bachi da seta erano stati sterminati da diverse malattie, Étienne decise di provare ad incrociare alcuni dei sopravvissuti con degli esemplari, importati appositamente dall'Europa, del bombice, resistente a quelle malattie, Lymantria dispar. Ignorando i problemi legati a questa specie, egli, verso la fine degli anni Sessanta dell'Ottocento, si fece importare un certo numero di uova del bombice; mentre tentava di allevare le uova sopra un albero del proprio giardino, alcune larve scapparono rifugiandosi tra le piante vicine. L'artista si rese allora conto del potenziale problema che aveva causato e lo rese noto a diversi entomologi, ma non fu preso alcun provvedimento.

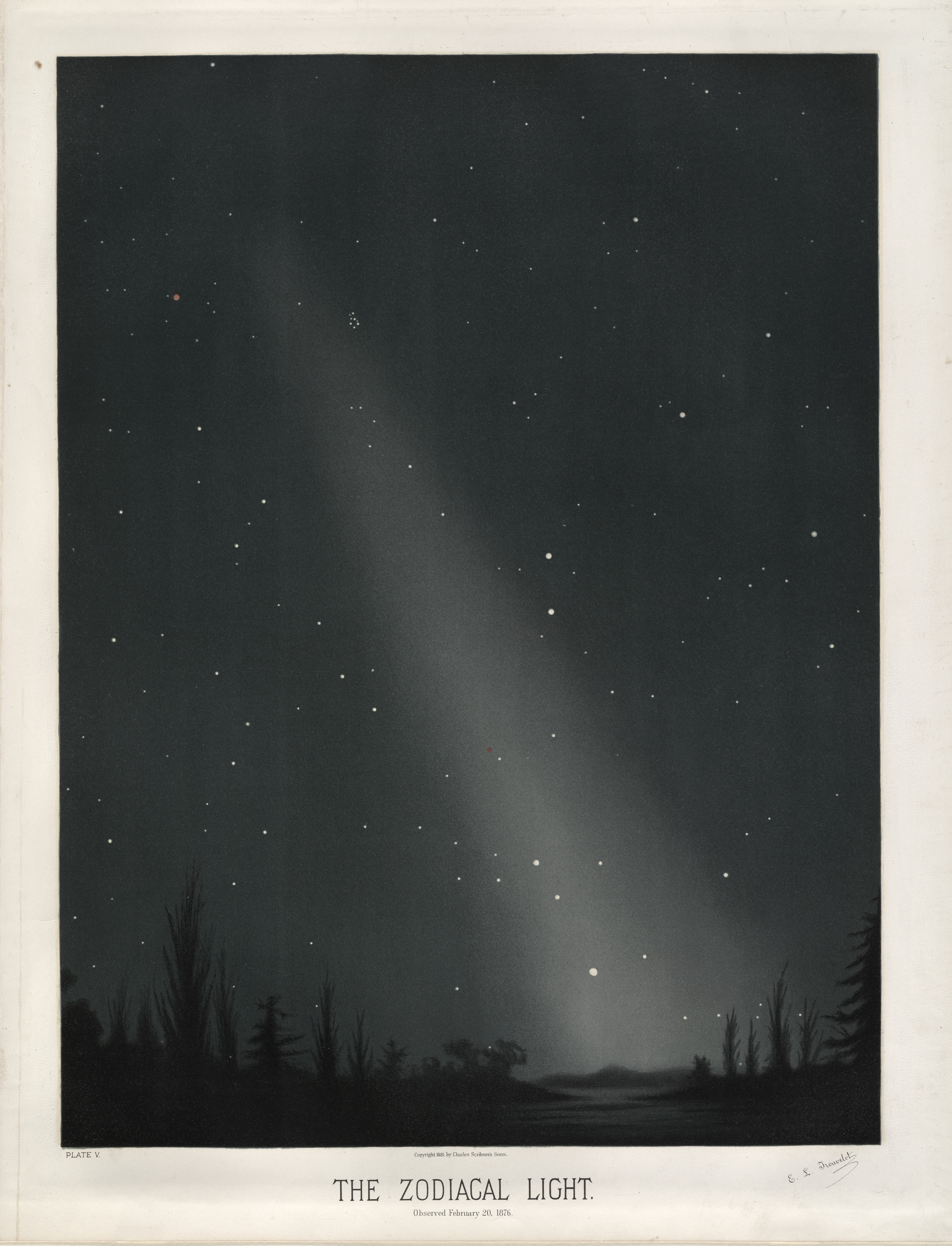
Una litografia di Trouvelot che riproduce la luce zodiacale

Poco dopo questo incidente, Trouvelot perse il proprio interesse per l'entomologia e si dedicò all'astronomia. Nel suo campo aveva la possibilità di mettere a frutto le proprie abilità artistiche, illustrando le sue osservazioni. Il suo interesse subì poi un declino, ma fu apparentemente risvegliato verso il 1870, quando ebbe l'opportunità di osservare direttamente diverse aurore.
Quando Joseph Winlock, direttore dell'Harvard College Observatory, notò la qualità delle sue illustrazioni, gli propose di entrare a far parte del suo staff nel 1872. Tre anni dopo, gli fu proposto di andare a lavorare presso lo United States Naval Observatory, dove si sarebbe potuto servire per un anno del rifrattore da 26 pollici lì in dotazione.
Nel corso della sua vita egli realizzò circa 7.000 illustrazioni astronomiche di qualità; quindici dei suoi migliori elaborati a pastello furono pubblicati dall'editore Scribner nel 1881. Uno dei suoi maggiori interessi fu l'osservazione del Sole, che gli fruttò la scoperta, nel 1875, di diverse "macchie velate".
Oltre alle illustrazioni, Trouvelot pubblicò una cinquantina di carteggi scientifici.
Nel 1882, alcuni anni prima che le autorità del Massachusetts si rendessero conto del reale problema arrecato dalla Lymantria dispar (tutt'oggi problema di primaria importanza), l'artista tornò in Francia, dove condusse diverse osservazioni presso l'osservatorio di Parigi. Morì nel 1895 a Meudon.

## Onorificenze
- Premio Valz dell'Académie française.
- Il cratere Trouvelot sulla Luna.
- Il cratere Trouvelot su Marte.